# Плениковски, Антон
Антон Бернгард Якоб Плениковски (19 ноября 1899, Цоппот (ныне Сопот, Польша) — 3 марта 1971, Восточный Берлин) — немецкий коммунистический политик.

## Биография
Родился в семье рабочего. В 1914—1917 гг. обучался в католическом учительском училище в Данциге.
Участник Первой мировой войны (1917—1919). В ноябре-декабре 1918 года — член Совета рабочих и солдатских депутатов в Бреслау.
В 1919 году вступил в союз Свободной социалистической молодежи. С 1920 года учительствовал. С 1926 года — член Социал-демократической партии Германии, через год — Компартии Германии.
В 1928—1937 годах был депутатом Фолькстага (парламента) и членом сената Вольного города Данцига, председателем фракции КПГ, членом районного управления и её секретарём.
10-13 июня 1933 года в Данциге прошёл процесс над 21 коммунистом, в том числе депутатом Данцигского Сената А. Плениковским, на котором он бы оправдан.
После того, как в 1934 году нацистами была запрещена КПГ, руководил нелегальной партийной деятельностью коммунистов в районе Данцига. В 1937—1946 находился в эмиграция в Швеции, занимался оказанием социальной помощи эмигрантам-коммунистам, обучением языку.
Был интернирован в лагере Смедсбо. После разногласий с другими членами эмиграционного коммунистического руководства, сначала был изолирован от участия в партийной политике, а в последние месяцы своего изгнания Плениковски возглавил руководство фракцией КПГ в Стокгольме.
В марте 1946 года вернулся в Германию в советскую оккупационную зону и стал членом СЕПГ. С апреля по октябрь 1946 года возглавлял Департамент по государственным и внутренним делам Центрального секретариата и ЦК СЕПГ, затем с 1946 по 1954 год — Департамент государственной администрации ЦК СЕПГ.
С 1954 года работал заместителем руководителя, а затем с мая 1956 по ноябрь 1963 года — заведующим Бюро Совета Министров и Государственным секретарём Совета Министров ГДР.
С 1950 по 1967 год — депутат Народной палаты ГДР, в 1958—1960 годы — член Постоянного комитета Народной палаты по выборам в местным представительные органы.
В 1963—1967 годы — председатель Конституционно-правового комитета и межпарламентской группы Народной палаты
С 1964 года — член Комитета сил антифашистского сопротивления.
С 1954 по 1967 год был кандидатом в ЦК СЕПГ. В 1967 году по собственному желанию ушёл со всех постов.

## Награды
- 1955 — Серебряный Орден «За заслуги перед Отечеством» (ГДР)
- 1959 — Орден «Знамя Труда» (ГДР)
- 1959 — Медаль за заслуги ГДР
- 1969 — Орден Карла Маркса